# ジェマ・ドライブラ
ジェマ・ドライブラ（Gemma Dryburgh、1993年6月11日 - ）は、スコットランド生まれの女性プロフェッショナルゴルファー。

## 経歴・人物
- スコットランド:アバディーン出身。
- 10代後半でアメリカ合衆国に渡り、ルイジアナ州ニュー・オーリンズのテュレーン大学にて学ぶ傍ら、ステューデントゴルファーとしてカーティスカップ、エスピリトサントトロフィーに大英帝国代表として出場した[1]。
- 2015年からプロフェッショナルプレイヤーとして欧州女子ゴルフツアーに参戦を開始した。
- 2017年にALPGツアー（オーストラリア）のオートランズレディスクラシックにてプロ初優勝を飾った[2]。
- 2018年よりアメリカ合衆国へ渡り、全米女子プロゴルフ協会（LPGA）ツアーに参戦している。
- 2022年、日本国滋賀県で開催されたLPGA＆JLPGA（日本女子プロゴルフ協会）ツアーのTOTOジャパンクラシックにて優勝を果たし、LPGAツアー初勝利を挙げた[3][4]。